# Bill Christian
William David „Bill“ Christian (* 29. Januar 1938 in Warroad, Minnesota) ist ein ehemaliger US-amerikanischer Eishockeyspieler. Bei den Olympischen Winterspielen 1960 gewann er als Mitglied der US-amerikanischen Nationalmannschaft die Goldmedaille.

## Karriere
Bill Christian verbrachte den Großteil seiner Karriere als Eishockeyspieler in seiner Heimatstadt beim Amateurteam Warroad Lakers, bei dem er auch mit seinen beiden Söhnen zusammen spielte. Von 1959 bis 1961 bestritt der Angreifer zudem einige Spiele im Profibereich für die Seattle Totems aus der Western Hockey League. Zusammen mit seinem Bruder Roger und seinem Schwager Hal Bakke gründete er das Unternehmen Christian Brother's Hockey Sticks. Christian wurde 1984 mit der Aufnahme in die United States Hockey Hall of Fame geehrt. 1998 folgte die Aufnahme in die IIHF Hall of Fame.

### International
Für die USA nahm Christian an den Olympischen Winterspielen 1960 in Squaw Valley und 1964 in Innsbruck teil. Bei den Winterspielen 1960 gewann er mit seiner Mannschaft die Goldmedaille.

## Erfolge und Auszeichnungen
- 1960 Goldmedaille bei den Olympischen Winterspielen
- 1984 Aufnahme in die United States Hockey Hall of Fame
- 1998 Aufnahme in die IIHF Hall of Fame

## Familie
Auch seine Brüder Gordon und Roger waren Eishockeyspieler und nahmen für die USA an den Olympischen Winterspielen teil, wobei Roger ebenfalls 1960 Olympiasieger wurde. Seine Söhne Dave und Ed wurden ebenfalls Eishockeyprofis. Dave setzte die Olympiatradition der Familie fort und wurde 1980 ebenfalls Olympiasieger. Sein Enkelsohn Brock Nelson ist mittlerweile auch Eishockeyprofi.